# Gustave Moreau
Gustave Moreau (n. 6 aprilie 1826, Paris - d. 18 aprilie 1898, Paris) a fost un pictor, gravor și desenator francez, unul din cei mai importanți reprezentanți ai simbolismului în pictură. Tematica vastei sale opere și-o alegea din lecturile clasice. Tehnica sa se caracteriza printr-o factură suavă, care reda în mod magistral lumea onirică și plină de simboluri. Împreună cu Odilon Redon, Edward Burne-Jones și Arnold Böcklin are aceeași năzuință: să ajungă, cu ajutorul picturii, la ceea ce este invizibil, la sfera subconștientului, la vise. Același lucru îl urmăreau, în poezia sa ermetică Stéphane Mallarmé și, în proza sa mistică, Joris-Karl Huysmans. Excelent pedagog, atelierul lui Gustave Moreau a fost frecventat - printre alții - de Henri Matisse, Georges Rouault, Theodor Pallady și Albert Marquet. 

## Biografie
Gustave Moreau s-a născut la 6 aprilie 1826 în Paris. Tatăl său, Louis Moreau, studiase arhitectura și, după o călătorie în Italia, de unde s-a întors cu numeroase desene după arhitectura italiană, publică în 1831 cartea "Cugetări despre artele frumoase". În 1841, Gustave, însoțit de mama lui, Pauline Desmoutier, călătorește în Italia și se întoarce de acolo cu un caiet plin de schițe din Milano, Veneția și Florența. Începe în 1846 să ia lecții de pictură cu pictorul neoclasicist François Picot și, în același an, după bacalaureat, este admis la "Academia de Arte Frumoase". După două încercări nereușite de a obține bursa "Grand Prix de Rome", care i-ar fi înlesnit o călătorie de studii în Italia, părăsește în 1849 "Academia" și se pregătește pentru expoziția "Salonului Oficial", unde în 1852 prezintă un tablou de mari dimensiuni, "Pietà", la care lucrase timp de trei ani, lucrare care din păcate s-a pierdut. Este acceptat la "Salon" și în 1853, cu lucrările "Darius în timpul bătăliei din Gaugamela" (Musée Gustave-Moreau Cat. 223) și "Cântarea cântărilor" (Dijon, Musée de Beaux-Arts). La Expoziția Mondială din 1855 participă cu tabloul "Atenienii sunt sacrificați Minotaurului în labirintul din Creta". Aceste prime apariții oficiale sunt înregistrate doar succint de critici; tânărul pictor este enumerat printre emulii lui Delacroix și Chassériau.

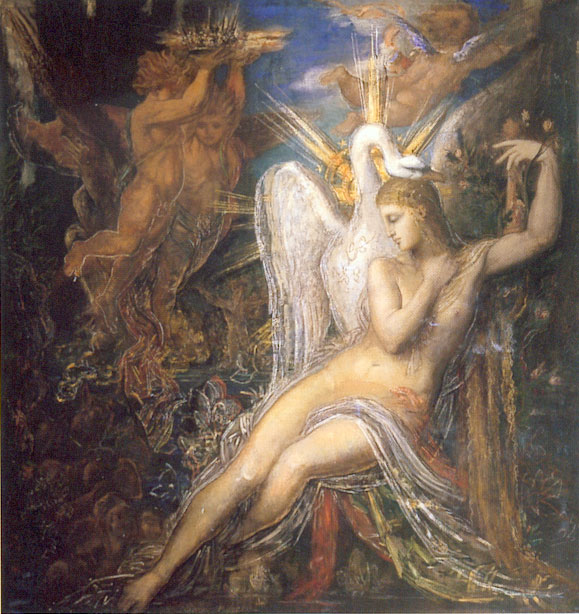
Gustave Moreau: Leda și lebăda, 1865-1875, Musée Gustave Moreau

Tatăl său îi cumpără o casă într-un cartier din stânga Senei ("rive gauche"), pe strada Rochefoucauld. În acest cartier select, Moreau își amenajează primul atelier propriu. Lucrează în condiții excelente, primește comenzi de stat și frecventează cercurile artiștilor oficiali. În 1857 întreprinde o călătorie la Roma, de acolo la Florența, unde copiază operele marilor maeștri expuse în "Galleria degli Uffizi" și se întâlnește cu Edgar Degas, de care va fi legat printr-o trainică prietenie. Întors la Paris în septembrie 1859, o cunoaște pe Alexandrine Dureux, o tânără educatoare, de care se îndrăgostește. Legătura lor a durat douăzeci și cinci de ani, până la moartea Alexandrinei, fără a fi legalizată printr-o căsătorie.
În 1864 este distins cu o medalie a "Salonului Oficial" pentru tabloul "Oedip și Sfinxul", iar în 1868 devine membru al juriului concursului pentru "Grand Prix de Rome", ceea ce nu împiedică însă, în 1869, criticile defavorabile pentru "Prometeu" și "Jupiter și Europa", care-l determină pe artist să se țină în acel an deoparte de expozițiile pariziene. Nu renunță însă la proiectele de mare anvergură, lucrează în această perioadă de exemplu la un poliptic alegoric consacrat Franței învinse de prusaci. Acest proiect rămâne însă în stadiul de eboșă. În 1875 primește "Ordinul Legiunii de Onoare". 
Zenitul carierei sale îl atinge un an mai târziu, când participă la "Salon" cu patru formate relativ mici, care diferă de opera sa de până atunci prin simplificarea, chiar abstracțiunea aplicată fundalurilor, prin contrastele coloristice mai accentuate și prin tendințe ornamentale. E vorba de "Salomea", "Hercule și hidra din Lerna", "Viziunea (Salomea cu capul lui Ioan Botezătorul)" și "Sfântul Sebastian", apreciate de critică drept tablouri vizionare. Decorat, artist recunoscut și deosebit de apreciat, Moreau lucrează fără odihnă. Pictează tablouri mari cu teme din mitologia greco-romană, desenează flori tropicale în serele Muzeului de Științe Naturale. La Expoziția Universală din 1878 de la Paris prezintă aproximativ zece tablouri și este distins cu o medalie. Colecționarii îl asaltează cu oferte, în special Charles Hayem, care achiziționează în 1879 "Phaeton", și Antony Roux, și îi comandă acuarele după fabulele lui La Fontaine. Primele douăzeci și cinci de foi din acest ciclu sunt expuse în 1881 la Durand-Ruel și apreciate de Edomd de Goncourt drept operele unui "bijutier poet, scăldate cu scânteierea și patina comorilor din O mie și una de nopți" (Jurnal, 15 mai 1881). Pentru ultima oară participă la "Salon" în 1880, cu "Galateea" și "Héloise". Joris-Karl Huysmans se arată în mod repetat încântat de opera lui Moreau, pe care-l va pomeni cu "Salomea" în romanul său din 1884, "À Rebours". Ciclul ilustrațiilor "Fabulelor" este desăvârșit în 1886, cuprinzând între timp șaizeci și cinci de acuarele. În același an termină polipticul "Istoria umanității". În 1888 este ales membru al "Academiei de Arte Frumoase". Apare des în cercurile simboliștilor și predă începând cu anul 1891 pictura la "Școala de arte frumoase". Moartea tovarășei de viață îi inspiră în 1890 tabloul cu tema tragică "Orfeu la mormântul Euridicei" (Musée Gustave-Moreau). Și "Jupiter cu Semele", operă definitivată în 1895, tratează o pierdere. 
În mai 1895 se apucă să realizeze ultimul său proiect de anvergură: își transformă casa în muzeu. Cele din urmă străduințe sunt dedicate unui tablou rămas nerealizat, "Lirele moarte", prin care tinde să creeze o mitologie personală, corelată miturilor antice prin aluziile la condiția artistului, la Eros și Thanatos. Gustave Moreau moare la Paris, la 18 aprilie 1898. Este înmormântat în cimitirul din Montmartre.

## Galerie

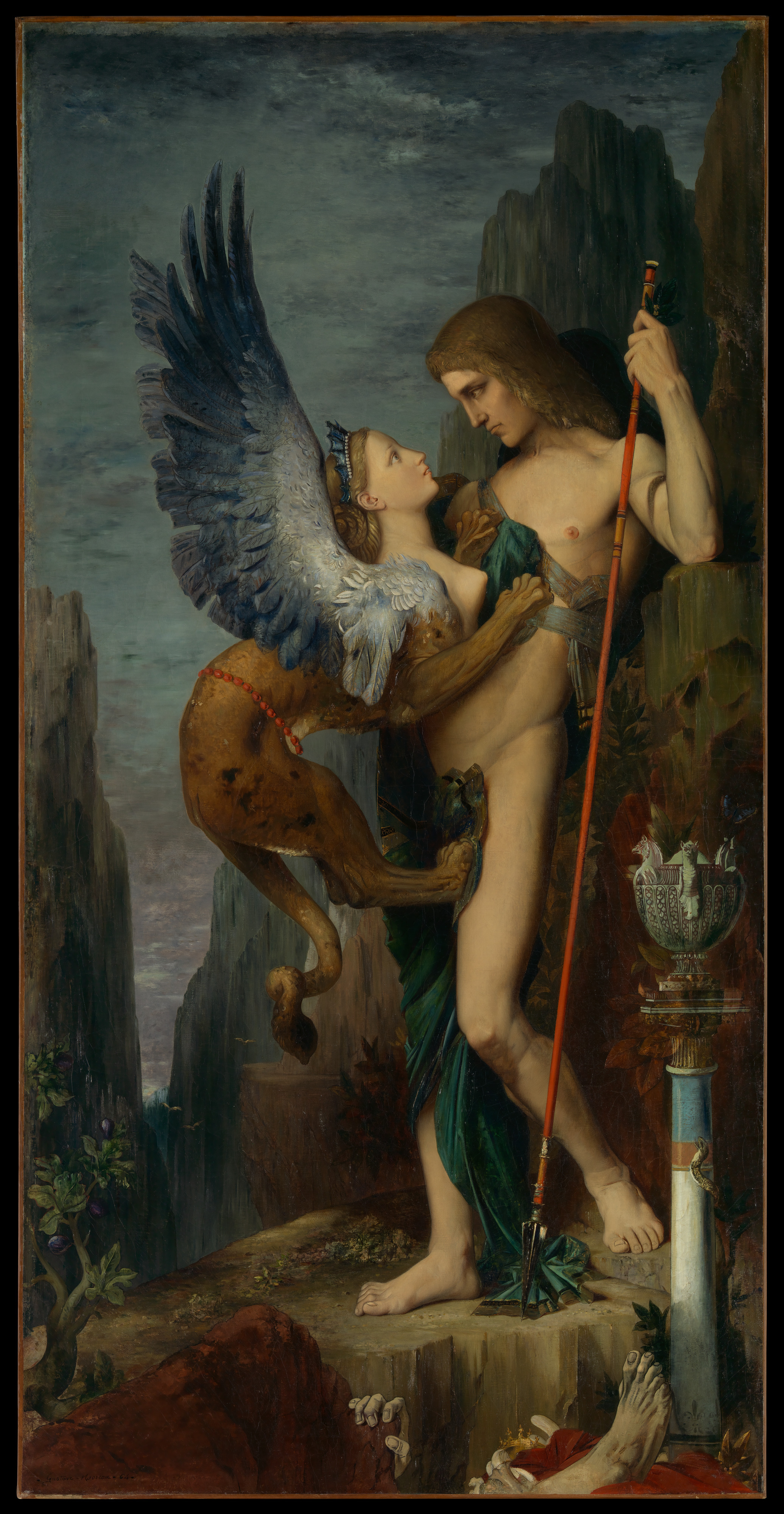
Oedip și Sfinxul, 1864, New York Metropolitan Museum of Art
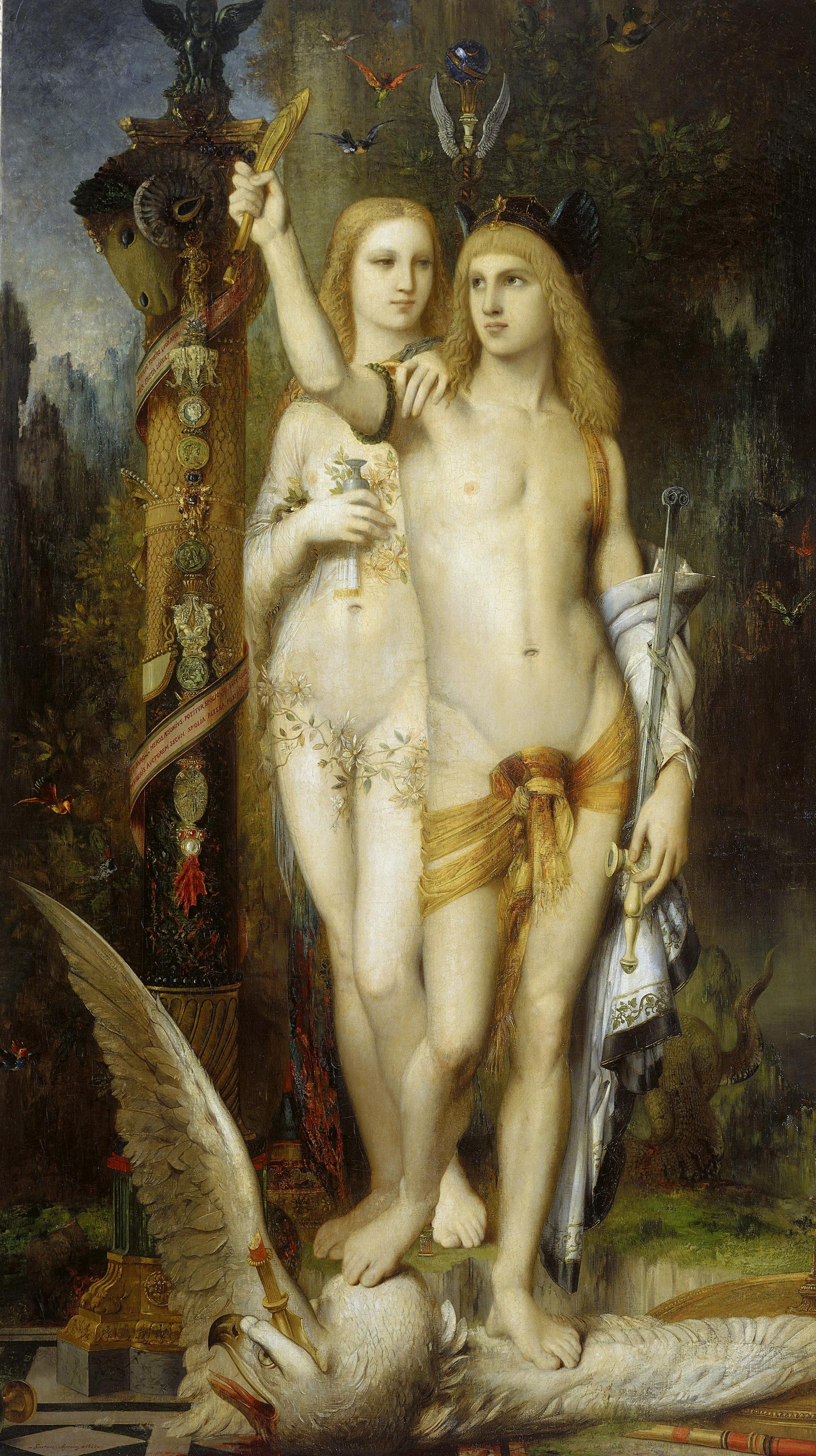
Jason,1865, Musée d'Orsay, Paris
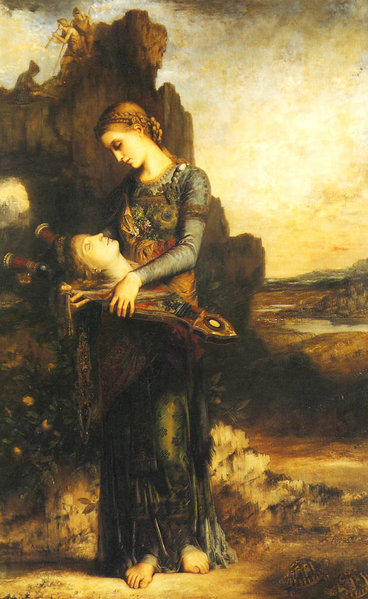
Orfeu, 1866, Musée d'Orsay, Paris
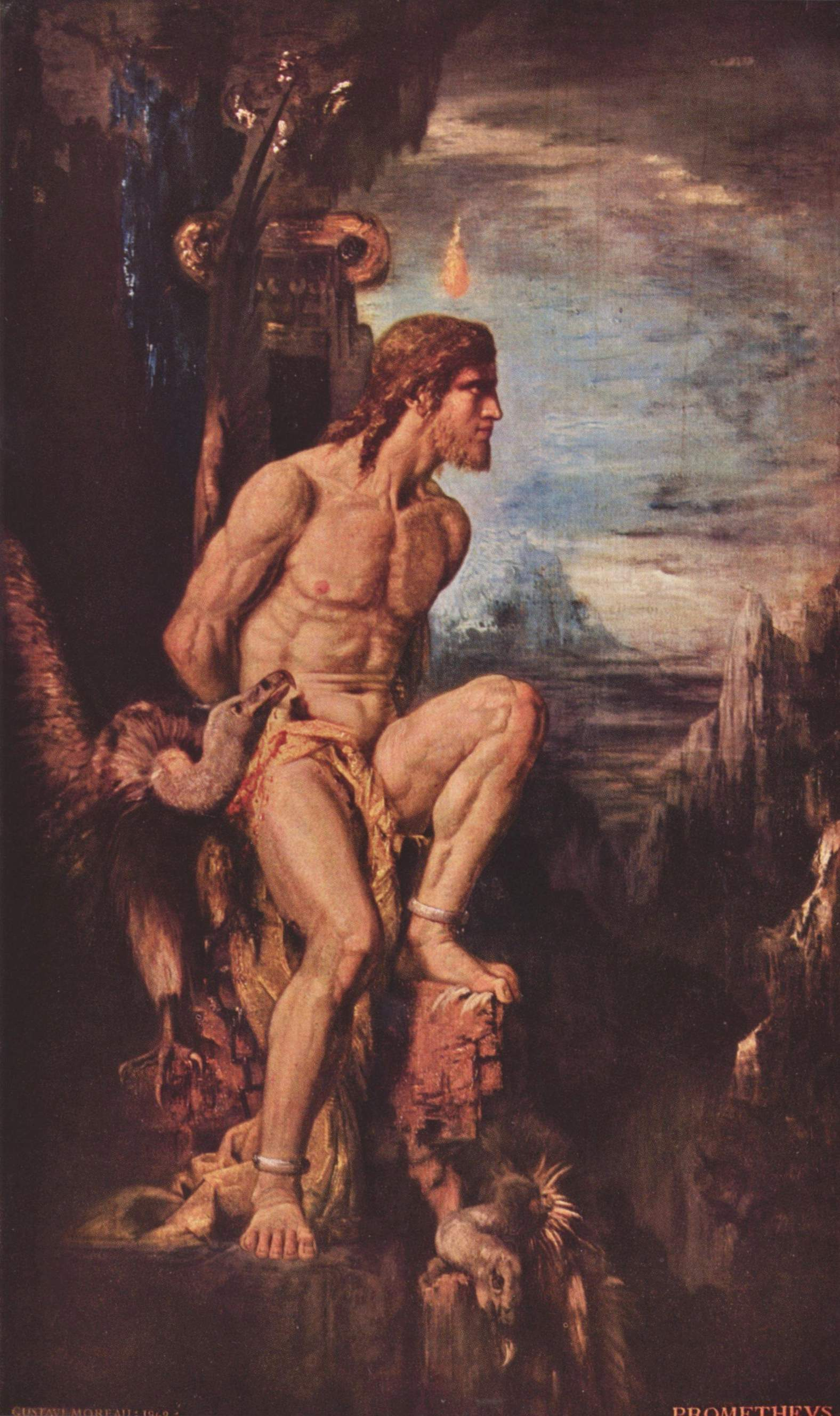
Prometeu, 1868, Musée Gustave-Moreau
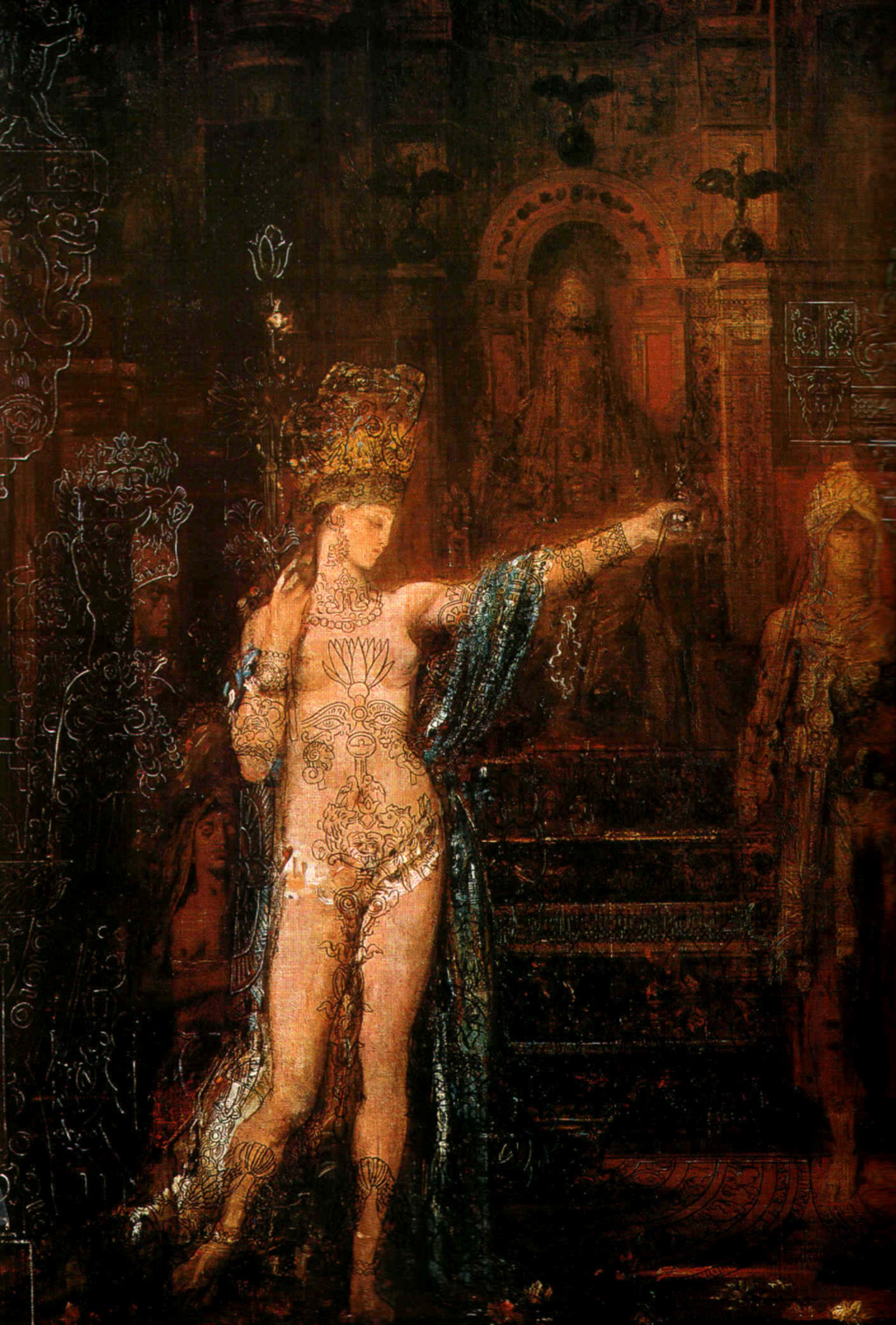
Salomea dansând, 1876, Los Angeles, UCLA at the Armand Hammer Museum
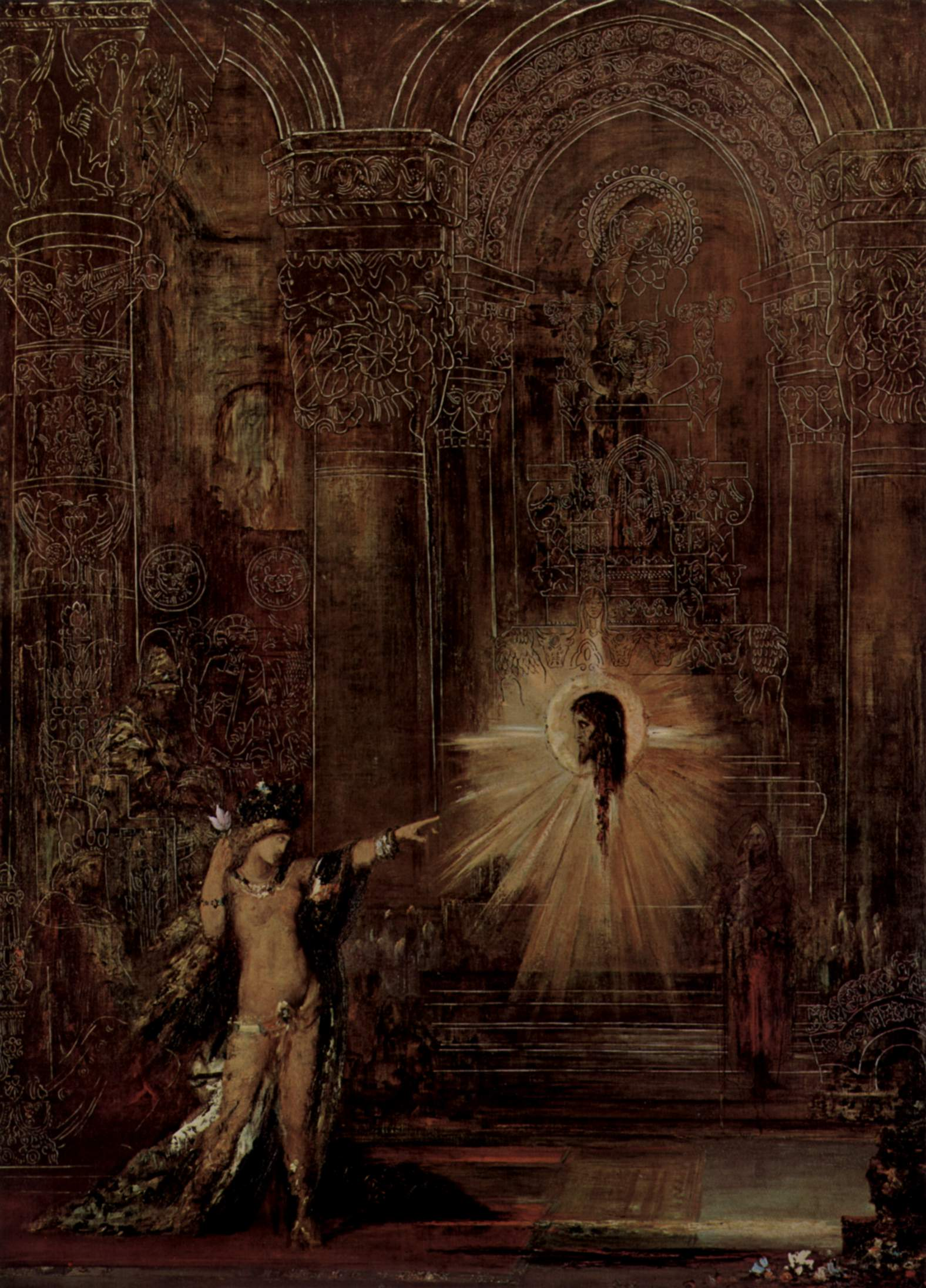
Viziunea (Salomea cu capul lui Ioan Botezătorul), 1876, Musée Gustave-Moreau
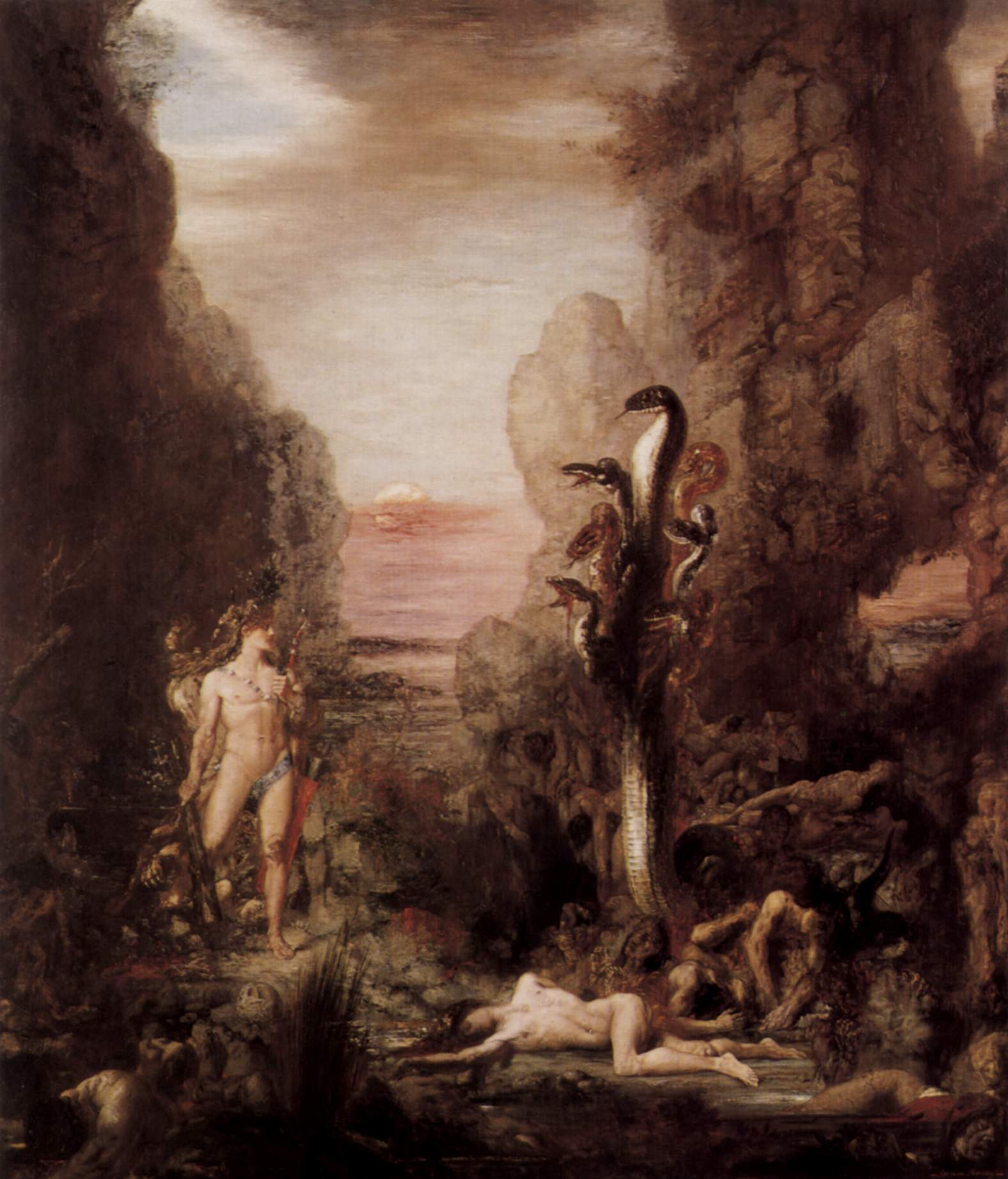
Hercule și hidra din Lerna, 1876, The Art Institute of Chicago
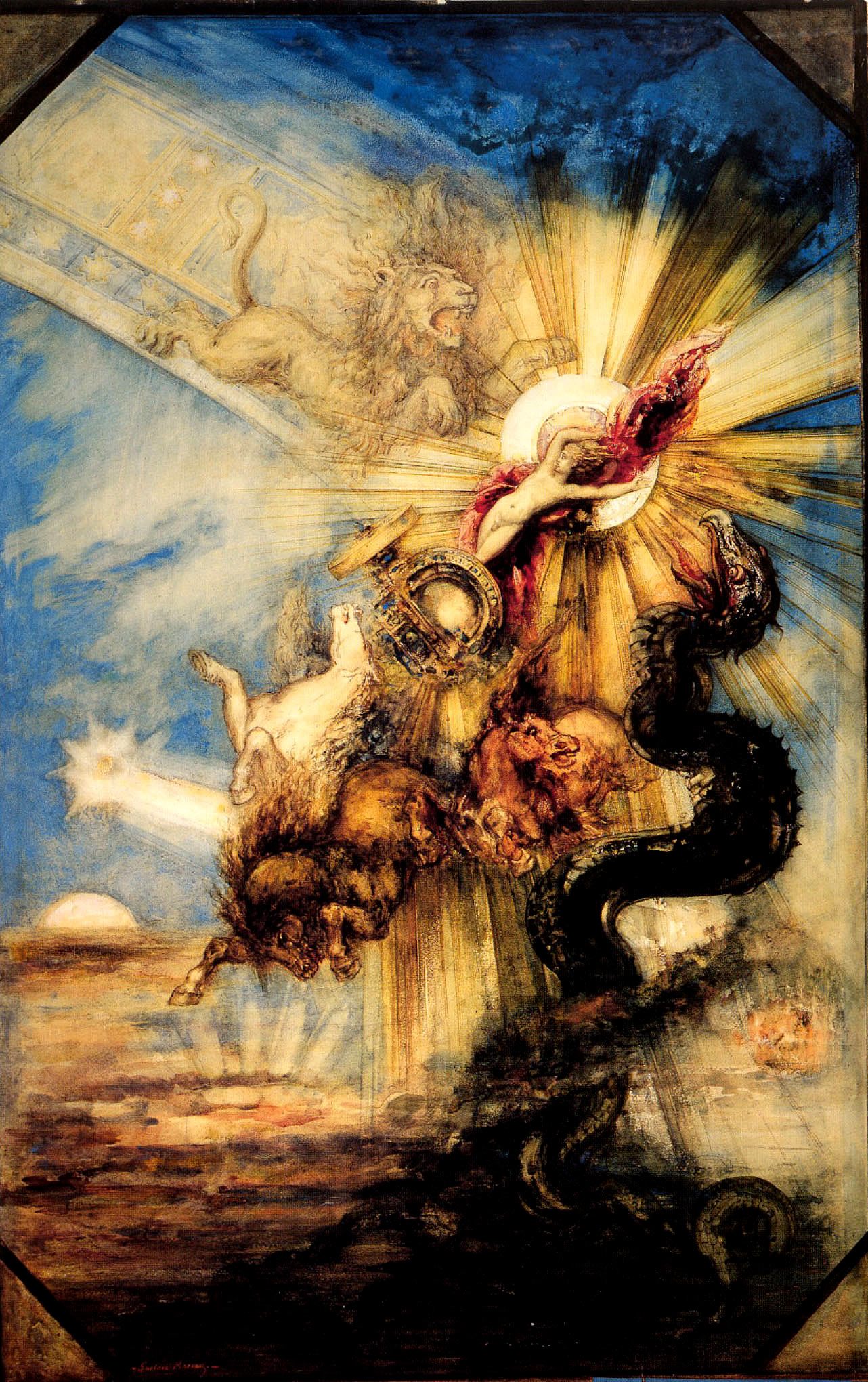
Phaeton, 1878, Musée du Louvre, Paris
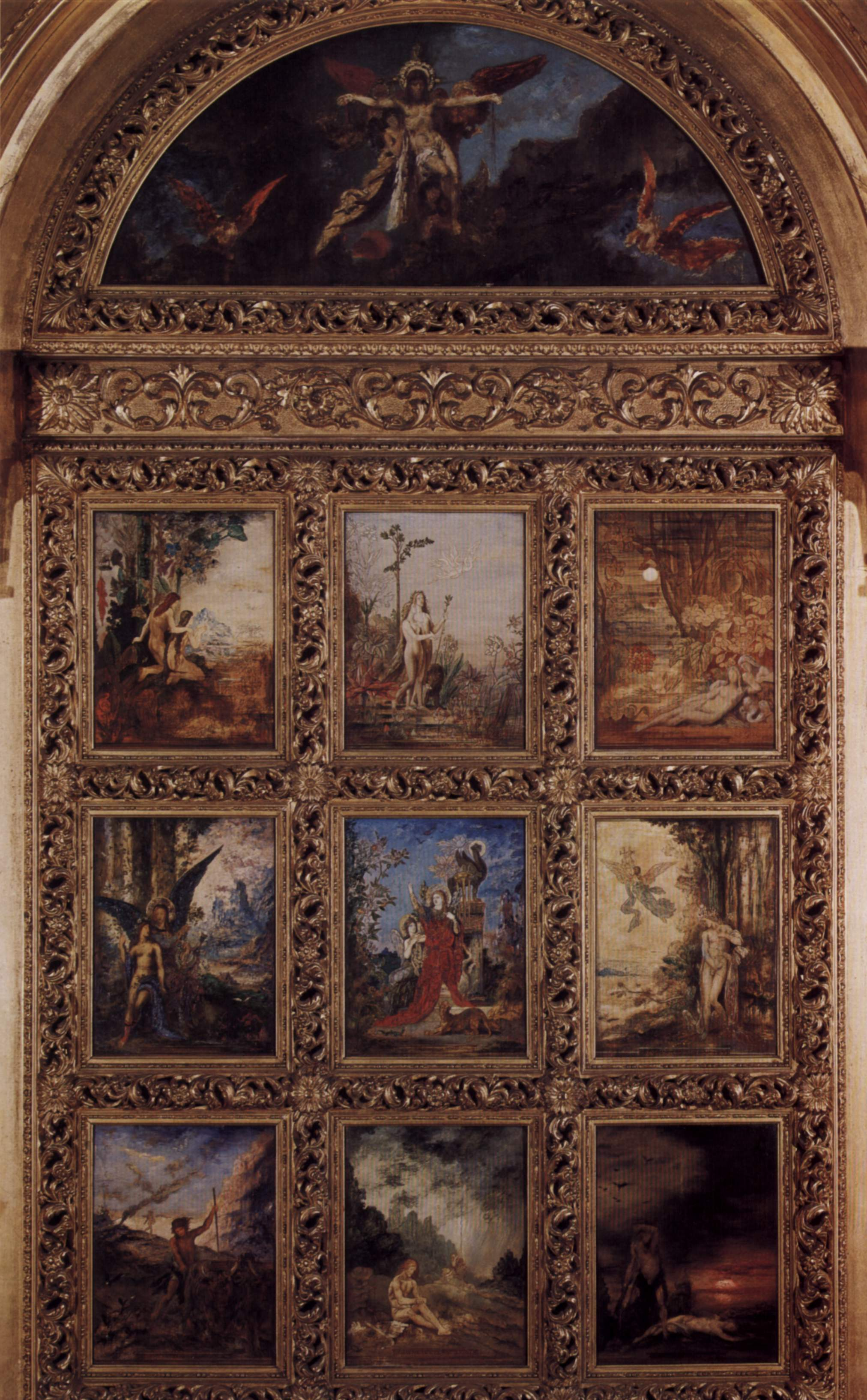
Istoria umanității, 1886, Musée Gustave-Moreau
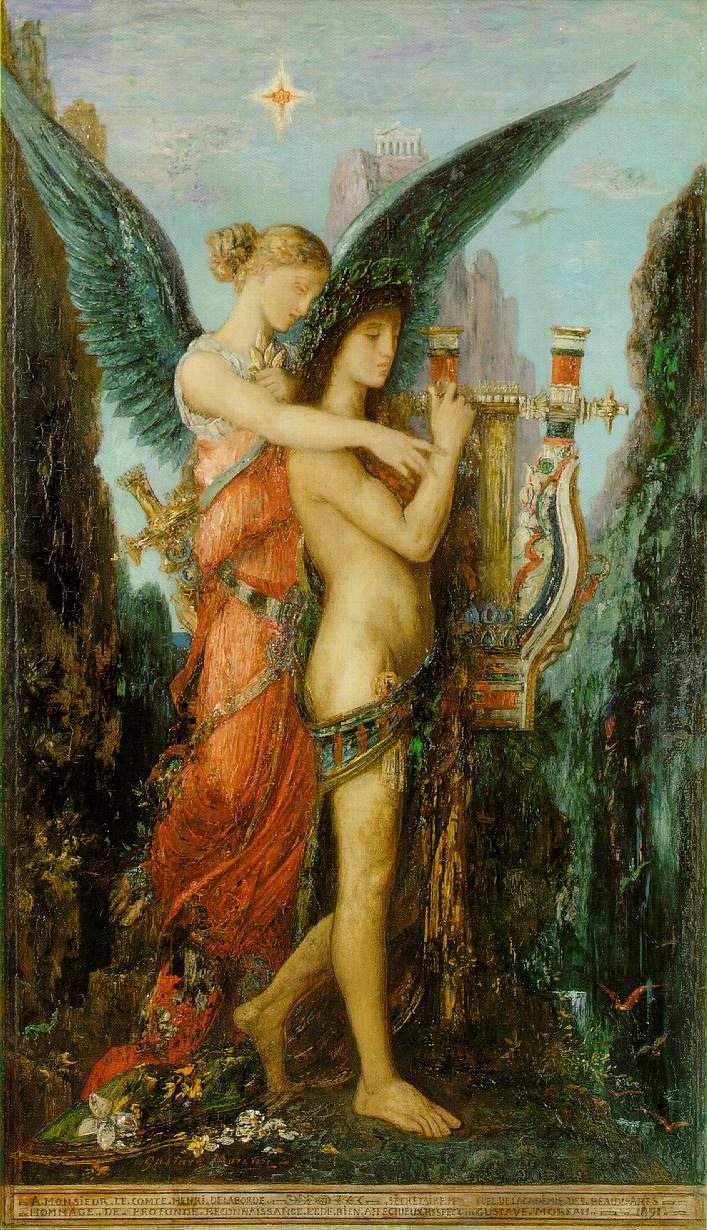
Hesiod și Muza, 1891, Musée d'Orsay, Paris
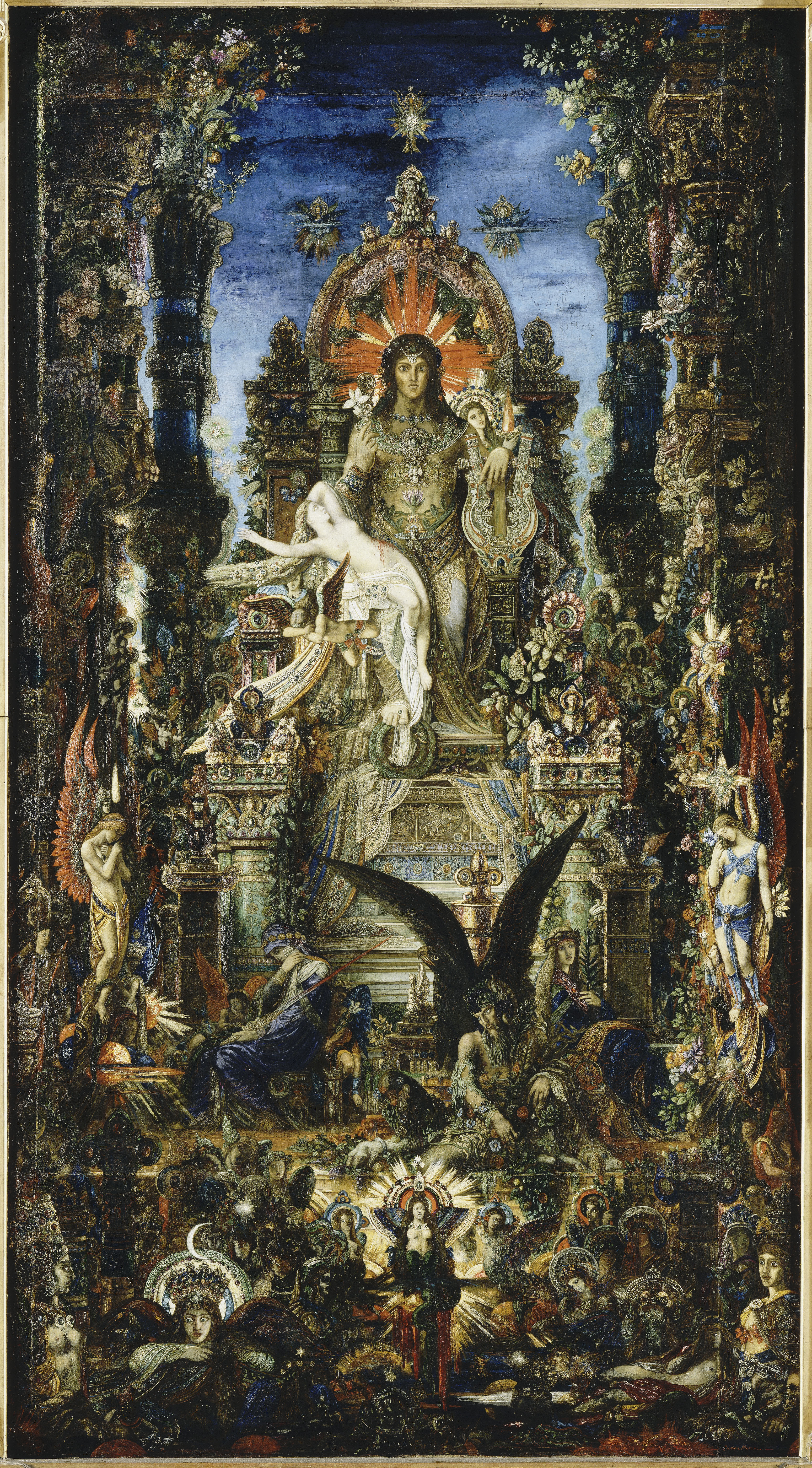
Jupiter cu Semele, 1895, Musée Gustave-Moreau

Una din temele mitologice la care Moreau a lucrat toată viața, executând mai multe picturi, schițe și desene, este povestea despre Leda și seducătorul ei olimpian, Zeus, transformat în lebădă. Femeile superbe pictate de Moreau, care seamănă atât de mult între ele, reunesc imaginea idealizată a femeii eterne: când amantă, când vrăjitoare, când ucigașă, când zeiță.
În compoziția sa poetică "Orfeu", Moreau înfățișează o tânără tracă purtând pe liră capul lui Orfeu, găsit în râul Hebrus. Chipul curat, scăldat de lumină aurie, al tinerei fete se apleacă cu compasiune asupra capului cântărețului mort, amuțit pentru totdeauna din cauza menadelor furioase.
"Salomea dansând" nu este o operă terminată. Trupul alb al Salomeei, aproape gol, cu tatuaje ce îi conferă erotism, este singura sursă de lumină pe tablou. Arhitectura misterioasă a palatului lui Irod este redată rapid, grăbit, în auriu, brun și roșu.
"Phaeton" e fiul Soarelui, el vrea să se plimbe cu carul tatălui său, dar gonește caii până ce pierde controlul asupra carului și cade în spațiu, fulgerat de Zeus. Acest tablou, realizat în tehnica acuarelei, ar fi trebuit să servească drept bază a unei fresce decorative, care însă nu s-a realizat niciodată.
"Hesiod și Muza" redă în mod alegoric portretul poetului grec din Beoția, în momentul inspirației.

## Citat
- "Pictura are menirea de a face vizibile luminile lăuntrice care nu se știe de unde vin și a căror semnificație are ceva dumnezeiesc (...) și care deschid orizonturi magice, sublime" (Gustave Moreau)